# Baldur von Schirach
 Baldur Benedikt von Schirach (Berlin, 9. svibnja 1907. –  Kröv na Moselu, Rheinland-Pfalz, 8. kolovoza 1974.), nacistički političar, zapovjednik Hitlerove mladeži, gauleiter Beča.
NSDAP-u se priključio 1925. godine postavši fasciniran Hitlerom (Kershaw piše da je navodno pročitao Mein Kampf za jednu večer).  Uskoro je postao vođa nacističkog studentskog pokreta i nacističke mladeži.  Godine 1933. imenovan je čelnikom Hitlerove mladeži.  Bio je i časnik u Sturmabteilunga s činom Gruppenführera.  
Za vrijeme rata organizirao je deportacije njemačke djece iz podučja savezničkog bombardiranja. Dobrovoljno se prijavio za sudjelovanje u pohodu na Francusku gdje je nagrađen Željeznim križem.  Od 1940. pa do kraja rata je bio gauleiter Beča.  Iako je bio antisemit i organizirao deportacije Židova, s vremenom je postao kritičan prema nacističkoj politici glede Židova i stanovnika istočne Europe.  Zbog toga je izgubio Hitlerovu naklonost.
Predao se 1945. godine. Bio je sudionik prvog dijela Nürnberškog sudskog procesa.  Pokajao se za svoja djela, odslužio 20 godina i nakon izlaska iz zatvora povukao se na jug Njemačke. 1974. godine izdao je memoare:  "Vjerovao sam u Hitlera".   Umro je 1974. godine u 67. godini života.  Bio je oženjen i imao četvero djece.  Od žene se razveo 1950. godine dok je bio u zatvoru.